# Salganea humeralis
Salganea humeralis är en kackerlacksart som beskrevs av Andrew Nelson Caudell 1906. Salganea humeralis ingår i släktet Salganea och familjen jättekackerlackor. Inga underarter finns listade i Catalogue of Life.